# Circondario di Perleberg
Il circondario di Perleberg (in tedesco Kreis Perleberg) era un circondario della parte meridionale del distretto di Schwerin, nella ex DDR. Dal 17 maggio 1990 ha continuato ad esistere modificando solo lo status di Kreis in Landkreis. Il suo territorio appartiene attualmente al circondario del Prignitz nel Brandeburgo. La sede dell'amministrazione circondariale era a Perleberg.

## Storia
l circondario di Perleberg fu istituito il 25 luglio 1952 con la riforma amministrativa della Repubblica Democratica Tedesca.
Il 17 maggio 1990 assunse il nuovo nome di Landkreis Perleberg (prima era Kreis Perleberg), e poco dopo, in seguito alla riunificazione tedesca, divenne parte del nuovo Stato federato del Brandeburgo.
Il 6 dicembre 1993, nell'ambito della riforma amministrativa del Brandeburgo, il circondario venne sciolto; le città e i 44 comuni che lo componevano passarono tutti al circondario del Prignitz appena istituito.